# Rhododendron renschianum
Rhododendron renschianum är en ljungväxtart som beskrevs av Herman Otto Sleumer. Rhododendron renschianum ingår i släktet rododendron, och familjen ljungväxter. Inga underarter finns listade i Catalogue of Life.